# 巴鲁埃科帕尔多
巴鲁埃科帕尔多，是西班牙卡斯蒂利亚-莱昂萨拉曼卡省的一个市镇。 总面积38平方公里，总人口442人（2018年），人口密度11.6人/平方公里。